# Kaja (Vorname)
Kaja ist ein vor allem weiblicher Vorname.

## Herkunft und Bedeutung
Der Name wird vor allem im Norwegischen, Dänischen, Schwedischen, Polnischen, Estnischen und Slowenischen verwendet.
Für den Namen existieren verschiedene Herleitungen:
- skandinavische Verkleinerungsform von Katharina[1]
- polnische Variante von Gaja[2]
- estnisch: „Echo“[3]
- Variante von Kajsa[4]
- schwedisch: „Dohle“[4]
- weibliche Variante von Kai[4]

## Bekannte Namensträgerinnen
- Kaja Brandenburger (* 20. Jahrhundert), deutsche Theaterpädagogin
- Kaja Danczowska (* 1949), polnische Geigerin und Musikpädagogin
- Kaja Draksler (* 1987), slowenische Pianistin und Komponistin
- Kaja Eckert (* 2001), deutsche Schauspielerin
- Kaja Eržen (* 1994), slowenische Fußballspielerin
- Kaja Fehr (* 1950), US-amerikanische Filmeditorin
- Kaja Grobelna (* 1995), belgisch-polnische Volleyballspielerin
- Kaja Harter-Uibopuu (* 1968), österreichische Althistorikerin, Rechtshistorikerin und Epigraphikerin
- Kaja Jerina (* 1992), slowenische Fußballspielerin
- Kaja Juvan  (* 2000), slowenische Tennisspielerin
- Kaja Kallas (* 1977), estnische Politikerin
- Kaja Kamp Nielsen (* 1994), dänische Handballspielerin
- Kaja Norena (1884–1968), norwegische Sängerin, siehe Eidé Norena
- Kaja Norbye (* 1999), norwegische Skirennläuferin
- Kaja Andrea Karoline Hansen (1884–1968), norwegische Sängerin, siehe Eidé Norena
- Kaja Paschalska (* 1986), polnische Schauspielerin und Popsängerin und ehemaliger Kinderstar
- Kaja Schmäschke (* 1988), deutsche Handballspielerin
- Kaja Schmidt-Tychsen (* 1981), deutsche Schauspielerin
- Kaja Silverman (* 1947), US-amerikanische Filmkritikerin, Kunsthistorikerin, Autorin und Feministin
- Kaja Širok (* 1975), slowenische Historikerin und Museumsleiterin
- Kaja Tael (* 1960), estnische Diplomatin
- Kaja Zorč (* 2003), slowenische Biathletin

## Bekannte Namensträger
- Kaja Rogulj (* 1986), kroatischer Fußballspieler